# Renate Welsh
Pour les articles homonymes, voir Welsh.
Renate Welsh (née le 22 décembre 1937 à Vienne) est une femme de lettres autrichienne.

## Biographie
Renate Redtenbacher naît de parents médecins en 1937 à Vienne. Elle a quatre ans à la mort de sa mère, et elle est élevée par ses grands-parents dans la montagne autrichienne et va à l'école à Bad Aussee. En 1953, elle participe à un échange scolaire et part un an aux États-Unis près de Portland dans l'Oregon.
Elle épouse Christopher Norton Welsh et travaille pour le British Council à Vienne. Elle est aussi traductrice. C'est à l'occasion d'une convalescence qu'elle commence à écrire des livres de littérature d'enfance et de jeunesse. Elle a adapté certains de ses livres pour le théâtre.
Elle est membre du jury du DIXI Kinderliteraturpreis.
En 2020, elle est à nouveau sélectionnée pour représenter son pays, l'Autriche, pour le Prix Hans-Christian-Andersen, dans la catégorie Auteur, prix international danois. Elle a été sélectionnée à plusieurs reprises, et a été finaliste en 2014.
De 2019 à 2023, elle est sélectionnée cinq années d'affilée pour le prestigieux prix suédois, le Prix commémoratif Astrid-Lindgren.

## Œuvres traduites en français
- Le Petit Vampire (Das Vamperl, 1979), Nathan Arc-en-poche, 1981
- Philippe et sa rivière (Philip und sein Fluss), Le Centurion, 1983
- Johanna (1984), L'École des loisirs, 1984
- Mal dans sa peau (Wie in fremden Schuhen, 1983), L'École des loisirs, 1987
- Lettres à Félix (Eine Hand zum Anfassen, 1985), Hachette jeunesse Le Livre de poche jeunesse, 1991
- Mais je suis le plus fort ! (Denn Toto ist gross und stark), Casterman, 1993

## Prix et distinctions
- Österreichischer Kinder- und Jugendbuchpreis 1977, 1978, 1984, 1989, 1997, 2003
- Deutscher Jugendliteraturpreis 1980 pour Johanna
- Plume d'argent 1989
- Großer Preis der Deutschen Akademie für Kinder- und Jugendliteratur e. V. Volkach 2003
- Prix de la Ville de Vienne de littérature 2016
- Plusieurs sélections Autriche du Prix Hans-Christian-Andersen, dans la catégorie Auteur, dont 2020[3] ; et finaliste 2014[3].
- De 2019 à 2023, elle est sélectionnée cinq années d'affilée pour le prestigieux prix suédois, le Prix commémoratif Astrid-Lindgren[4].